# Јужна Холандија
Јужна Холандија (хол. Zuid-Holland) је провинција на западу конститутивне државе Холандије. Налази се на обали Северног мора. Површина провинције је испресецана рукавцима река Рајна и Мас. 
У провинцији је крајем 2009. живело 3.502.595 становника, што је око 21% становништва земље. 
Историјска регија Холандија подељена је 1840. на северни и јужни део. Северна и Јужна Холандији су две централне провинције по којима носи име и сама држава (у српском и још неким језицима), иако је она сачињена из укупно 12 провинција. Јужна Холандија је најиндустријализованија и најгушће насељена провинција државе Холандије. 
Највећи град Јужне Холандије је лучки град Ротердам, док је Хаг главни град, како провинције, тако и државе. Остали значајни градови су: Лајден, Делфт, Дордрехт, Схидам и Гауда.

## Историја

### Античко доба
У римско доба граница Римског царства се простирала до Старе Рајне (хол. Oud Rijn) код Катвејка (хол. Katwijk) и припадала је области Доња Германија (Germania Inferior). На граници су биле подигнуте тврђаве. У данашњој Јужној Холандији у граду Ворбурху (хол. Voorburg) налазе се остаци града Форум Хадријани (Forum Hadriani) који је основан у време Римског царства.

### Средњи век
Област је од Вердунског споразума (хол. Verdrag van Verdun) припадала Источном Франачком царству, коју је краљ као знак захвалности због подршке поклонио Херлофу (хол. Gerlof), а касније и Дирку I. Тако је настала грофовија Холандија која је тек после пораза код Фландрингена (хол. Vlaardingen) постала независна.
Године 1248. по задатку грофа Вилема II изграђена је Дворана витезова (хол. Ridderzaal) у Хагу. Дордрехт је био први град у Холандији који је 1220. године добио статус града. Током тринаестог века број градова у овој провинцији био је мали али то се променило око 1500. године када је Холандија постала провинција са највећом концентрацијом градова у Европи.

### Модерно доба
Током Осамдесетогодишњег рата у јужном делу Холандије одиграли су се разни догађаји међу којима и ослобођење Лејдена (хол. Leiden) 3. октобра 1574. године и убиство Вилема Оранског у Делфту 10. јула 1584. године. Након успешног ослобођења Лејдена у овом граду основан је и први холандски универзитет. Ископавање Новог воденог пута или Ниеуве Ватервеха (хол. Nieuwe Waterweg) 1863. означио је почетак процвата Ротердама и ротердамске луке а тиме су се повећале и могућности за запослење у овој регији. Скоро један век касније, 14. маја 1940. године центар Ротердама уништен је за време бомбардовања Немаца у Другом светском рату.

## Географија
Јужна Холандија се на западу граничи са Северним морем, на северу са провинцијом Северна Холандија, на истоку са провинцијама Утрехт и Хелдерланд, на југоистоку са провинцијом Северни Брабант а на југу са провинцијом Зеланд.
Уколико изузмемо дине на обали Северног мора рељеф Јужне Холандије је раван и великим делом је сачињен од полдера. Југозападни део провинције припада делти река Рајне и Мас или Мезе (хол. Maas, фр. Meuse). Западни и централни део провинције је у великој мери урбанизован и припада Рандстаду, урбаној области у западној Холандији. Због пространства источни део Јужне Холандије припада Зеленом срцу или Хруне Харт (хол. Groene Hart). На југу провинције налазе се Јужнохоландска острва која су претежно руралног карактера.

## Религија
Од 2003. године 55% становника сматра се припадником неке верске заједнице.
Интерес за организовану религију почео је да опада педесетих година 20. века махом због појаве мас–медија, укидања вертикалне друштвене стратификације и појавом социјалне заштите. Да би удружиле снаге холандске протестантске цркве су се 2004. године ујединиле у Протестантску цркву у Холандији. Док је посета протестантским црквама опадала у Холандији су се јављале друге религије. Прва џамија у Холандији подигнута је већ 1955. године у Хагу.

## Саобраћај
У Ротердаму се налази велика морска лука одакле плове бродови ка великим речним токовима.
У Ротердаму се налази аедром Ротердам – Хаг (хол. het Rotterdam The Hague Airport) који је уједно и једини аеродром у овој провинцији. Поред аеродрома Схипхол и аеродрома у Ејндховену ово је трећи аеродром по величини у Холандији.

## Знаменитости
- Општински музеј у Хагу (хол. Het Haags Gemeentemuseum)
- Натуралис, природњачки музеј у Лејдену
- Музеј Бојманс ван Бунинхен (хол. Het museum Boijmans Van Beuningen)
- Маурицова кућа или Маурицхајс (хол. Het Mauritshuis)
- Циркус театар
- Краљевско позориште (хол. De Koninklijke Schouwburg)
- Познате личности:
- Антони ван Левенхук
- Кристијан Хајгенс
- Барух Спиноза
- Јоханес Вермер
- Рембрант ван Рејн
- Јан Стејн (Стен)